# IC 229
IC 229 — галактика типу NF (в процесі підтвердження) у сузір'ї Піч.
Цей об'єкт міститься в оригінальній редакції індексного каталогу.